# Leptodrassex
Leptodrassex là một chi nhện trong họ Gnaphosidae.